# Liste des sénateurs français de 2001 à 2004
Pour les articles homonymes, voir Liste des sénateurs français.
Le Sénat est administré par un bureau élu après chaque renouvellement partiel du Sénat. Les sénateurs sont répartis en commissions permanentes et en groupes parlementaires. 
Le présent article regroupe les données correspondant à la période 2001-2004.

## Bureau du Sénat
- Président : M. Christian Poncelet

- Vice-présidents[1] (par nombre de suffrages obtenus) :
  - M. Daniel Hoeffel
  - M. Jean-Claude Gaudin
  - M. Serge Vinçon
  - M. Adrien Gouteyron
  - M. Bernard Angels
  - M. Guy Fischer

- Questeurs[1] (par nombre de suffrages obtenus) :
  - M. Serge Mathieu
  - M. Jean Faure
  - M. Michel Charasse

- Secrétaires du Sénat[1] :
  - Pour le groupe SOC : M. Jean-Pierre Bel, M. Marcel Debarge, M. Claude Domeizel, Mme Gisèle Printz
  - Pour le groupe UMP : M. Jean-Claude Carle, M. Jean-Patrick Courtois, Mme Nelly Olin, M. Philippe Richert, M. René Trégouët
  - Pour le groupe de l'UC : Mme Annick Bocandé
  - Pour le groupe CRC :
  - Pour le groupe du RDSE : M. Yvon Collin, M. Bernard Joly
  - Pour la RASNAG :

## Commissions permanentes du Sénat
Les présidents des six commissions permanentes :
- Commission des finances, du contrôle budgétaire et des comptes économiques de la Nation : M. Alain Lambert[2]
- Commission des lois constitutionnelles, de législation, du suffrage universel, du règlement et d'administration générale : M. René Garrec[3]
- Commission des affaires étrangères, de la défense et des forces armées : M. Xavier de Villepin[4]
- Commission des affaires économiques : M. Gérard Larcher[5]
- Commission des affaires sociales : M. Nicolas About[6]
- Commission des affaires culturelles : M. Jacques Valade[7]

## Groupes parlementaires
Les présidents des groupes parlementaires sont (par ordre décroissant de la taille du groupe) :
- Groupe UMP : Josselin de Rohan
- Groupe SOC : Claude Estier
- Groupe de l'UC : Jean Arthuis puis Xavier de Villepin puis Michel Mercier
- Groupe CRC : Nicole Borvo Cohen-Seat
- Groupe du RDSE : Jacques Pelletier
- RASNAG : Philippe Adnot

## Liste des sénateurs
| Nom                    |  | Groupe | Circonscription    | Série | Prochain renouvellement |
| ---------------------- |  | ------ | ------------------ | ----- | ----------------------- |
| Simon Loueckhote       |  | UMP    | Nouvelle-Calédonie | B     | 2011                    |
| Lucette Michaux-Chevry |  | UMP    | Guadeloupe         | C     | 2004                    |

## Renouvellement
- La série B fut renouvelée pour la dernière fois lors des élections sénatoriales de 2001 pour un mandat de neuf ans (en fait dix ans grâce aux reports d'élections de 2007)
- La série C fut renouvelée pour la dernière fois lors des élections sénatoriales de 2004. Par tirage au sort, la moitié des sièges de la série C ont été attribués à la future série 1 pour des mandats de six ans (sept ans grâce aux reports d'élections), l'autre partie attribuée à la future série 2 pour des mandats de neuf ans (dix ans grâce aux reports d'élections).
- La série A fut renouvelée pour la dernière fois lors des élections sénatoriales de 2008. L'élection était initialement prévue en 2007, mais fut exceptionnellement reportée par une décision du conseil constitutionnel en 2004, pour éviter un nombre trop grand de scrutins en 2007. Les sénateurs seront alors élus pour six ans.
- La série 1 sera renouvelée pour la première fois lors des élections sénatoriales de 2011, après la fin de mandat des sénateurs de la série B élus en 2001 pour neuf ans, et des sénateurs de la première partie de la série C élus en 2004 pour six ans.
- La série 2 sera renouvelée pour la première fois lors des élections sénatoriales de 2014, après la fin de mandat des sénateurs de la série A élus en 2008 pour six ans, et des sénateurs de la seconde partie de la série C élus en 2004 pour neuf ans.